# Beaver Dam Lake (New York)
Beaver Dam Lake est une census-designated place du comté d'Orange, dans l'État de New York, aux États-Unis,. En 2020, elle compte une population de 2 609 habitants.